# 2273 Yarilo
2273 Yarilo је астероид главног астероидног појаса са средњом удаљеношћу од Сунца која износи 2,449 астрономских јединица (АЈ).
Апсолутна магнитуда астероида је 13,3.